# Gavarj
Gavarj (persiska: گورج) är en ort i Iran.   Den ligger i provinsen Gilan, i den norra delen av landet, 170 km nordväst om huvudstaden Teheran. Gavarj ligger 1 310 meter över havet och antalet invånare är 158.
Terrängen runt Gavarj är bergig åt sydost, men åt nordväst är den kuperad. Runt Gavarj är det ganska tätbefolkat, med 134 invånare per kvadratkilometer. Närmaste större samhälle är Mūsá Kalāyeh, 5,2 km väster om Gavarj. Trakten runt Gavarj består i huvudsak av gräsmarker.